# Розумна енергосистема

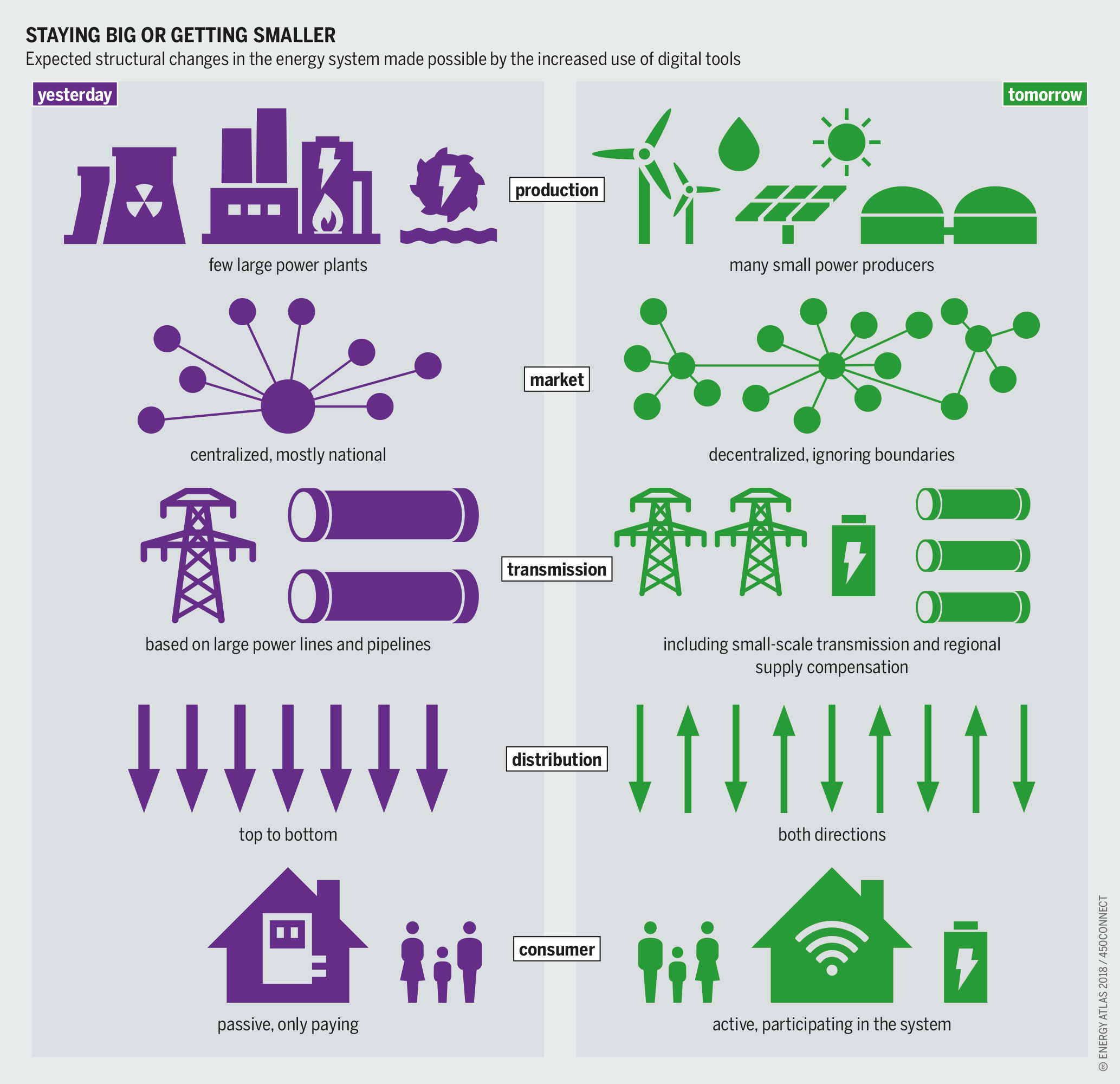
Характеристики традиційної системи (ліворуч) та інтелектуальної (праворуч)

Розумна енергосистема (від англ. Smart grid) — електрична мережа, що містить різноманітні оперативні та енергоощадні заходи, включаючи розумні лічильники, розумних споживачів, поновлювані джерела енергії та ресурси забезпечення енергоефективності. Електронне керування параметрами електроенергії, керування її виробництвом і розподілом є важливими аспектами розумної енергосистеми. Політика розумної енергосистеми у Європі організована Європейській технологічній платформі розумних енергосистем Розгортання технології розумних енергосистем також передбачає фундаментальний перегляд сфери послуг енергетики, хоча типове використання цього терміна фокусується на технічній інфраструктурі.

## Історія
Перша електрична мережа змінного струму була встановлена 1886 року в містечку Грейт Беррінгтон, Массачусетс. Тоді ця мережа була централізованою односпрямованою системою передачі та розподілу електричної енергії з керуванням за запитом.
У 20-му сторіччі локальні мережі продовжили рости та були з'єднані між собою з економічних міркувань та міркувань надійності. Протягом 1960-х років вони суттєво розрослися та були об'єднані з тисячами генеруючих електростанцій, які постачають електроенергію до основних центрів споживання лініями електропередач високої потужності, які розгалужуються для того, щоб доставити електроенергію до менших промислових та домашніх споживачів по всій території постачання. Топологія мереж 1960-х була результатом масштабування: великі вугільні, газові і мазутні електростанції від 1 ГВт (1000 МВт) до 3 ГВт є рентабельними тільки у дуже великих масштабах.
Теплові електростанції були розміщені близько до джерел викопного палива (копальні або порти чи залізниці). Вибір майданчиків гідроелектростанцій в гірських районах також сильно вплинув на структуру мереж. Атомні електростанції були розташовані з урахуванням достатньої кількості води для охолодження. Теплові електростанції забруднюють навколишнє середовище, тому їх розміщували далі від населених пунктів. До кінця 1960-х електромережі покрили переважну більшість населення розвинутих країн.

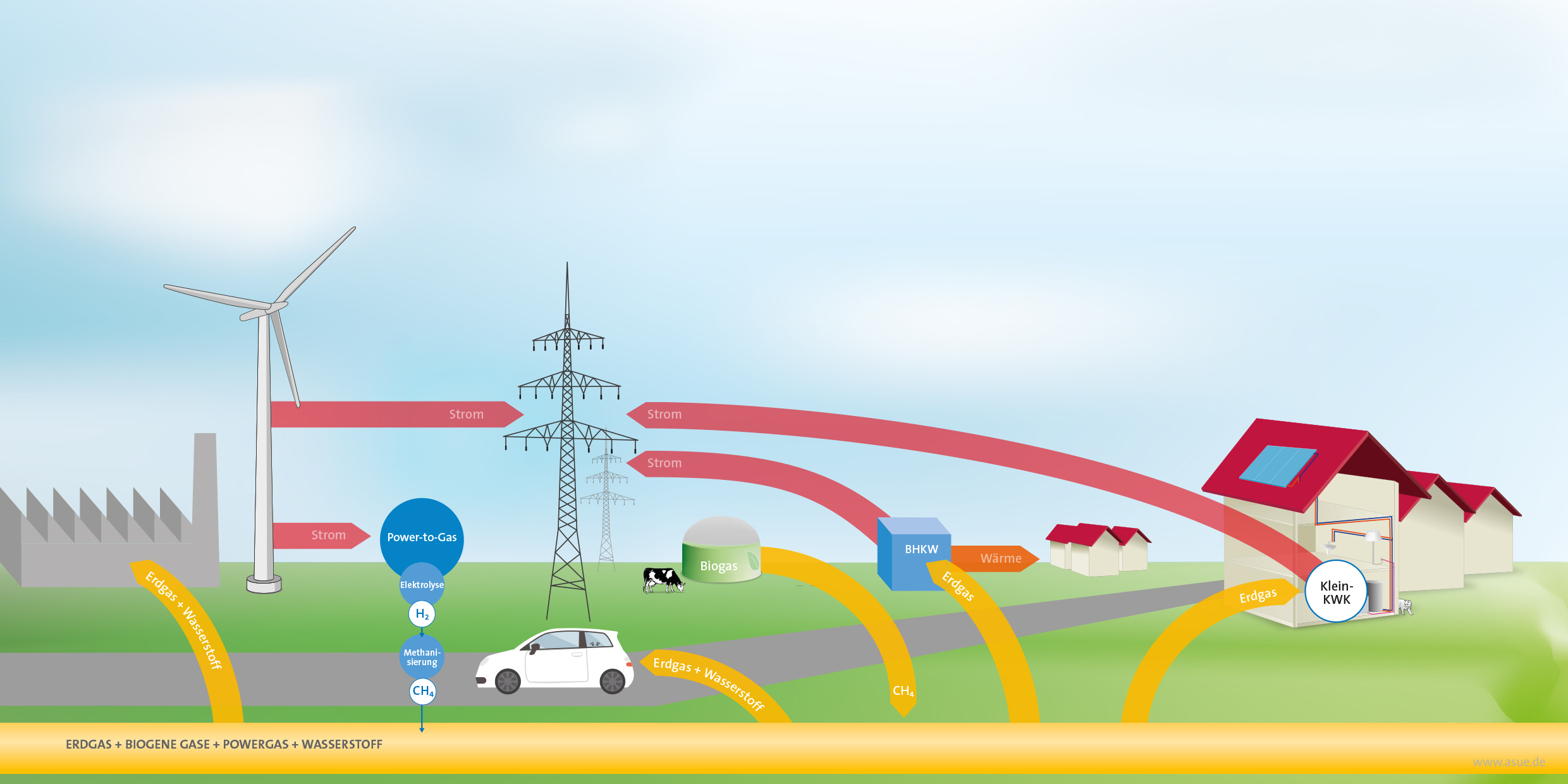
Можливості поєднання виробництва та споживання енергії для досягнення найвищої ефективності

Облік споживання електроенергії по кожному споживачу необхідний для забезпечення виставлення рахунків відповідно до рівня споживання. Через обмежений збір даних і можливості обробки, в період зростання мереж були широко розповсюджені механізми фіксованих тарифів, а також угоди з подвійними тарифами, коли вночі енергія постачається за нижчими цінами, ніж удень.
Мотивацією для подвійного тарифу домовленостей було зниження попиту поночі. Подвійні тарифи уможливили використання дешевої електроенергії у нічний час і були призначені для згладжування денних потреб і зменшення кількості турбін, які необхідно вимкнути на ніч. Тим самим вони покращували використання і рентабельність генерувальних і розподільчих об'єктів.
З 1970-х до 1990-х ріст потреб призвів до зростання кількості електростанцій. На деяких територіях постачання електроенергії, особливо у моменти пікового споживання, не могло задовольнити потреби. Результатом чого ставали масові відключення та погіршення якості електроенергії. Усе більше від електрики залежали промисловість, опалення, зв'язок, освітлення, сфера розваг. І тому споживачі вимагали все більш високого рівні надійності.
До кінця 20-го століття була встановлена структура попиту на електроенергію: побутове опалення та кондиціювання повітря призвело до денних піків споживання, яким відповідали піки ґенерації, у яких ґенератори вмикалися на короткий час. Порівняно низьке завантаження цих «пікових» ґенераторів (зазвичай, використовувались газотурбінні установки, через відносно низьку вартість капіталу і швидший запуск), разом з необхідною надмірністю в електромережі, привели до високих витрат для електроенергетичних компаній. Ці витрати було перекладено на споживачів у вигляді збільшених тарифів. У XXI-му столітті, деякі країни, що розвиваються, такі як Південна Корея, Китай, Індія і Бразилія вирвалися в лідери з запровадження розумних енергосистем.

### Модернізація

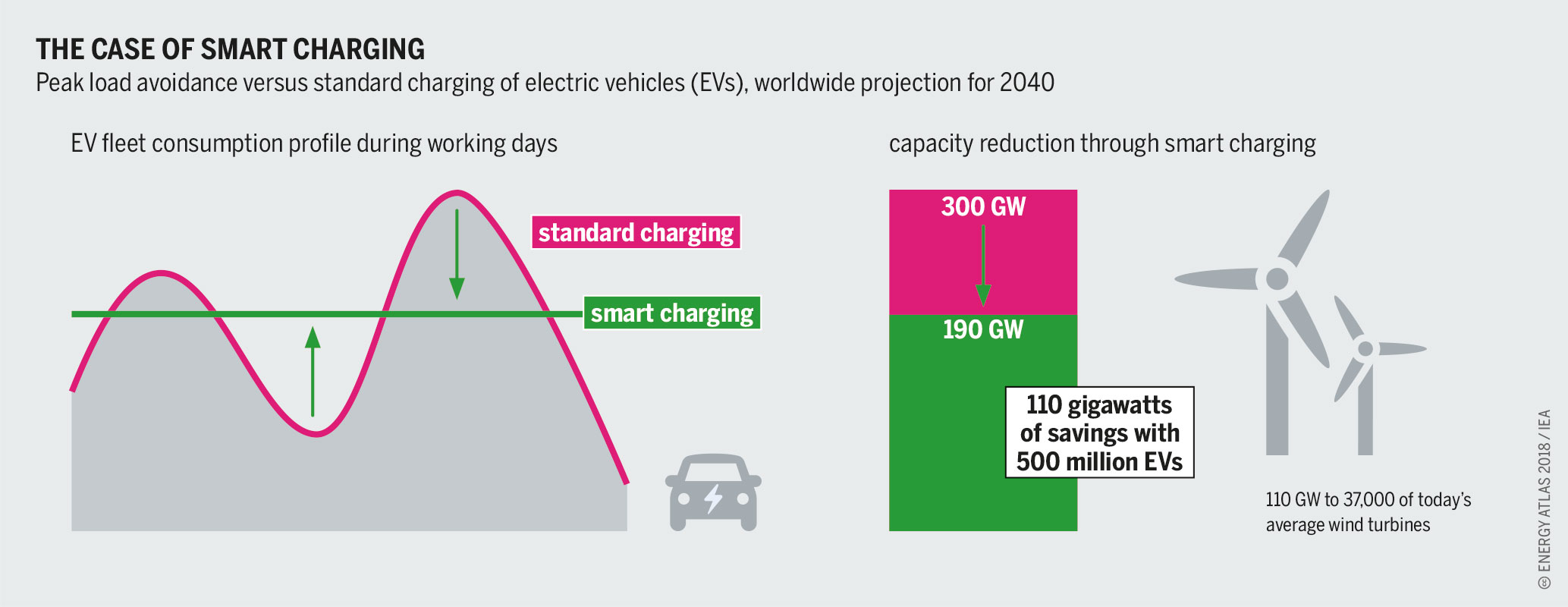
Уникнення найвищого навантаження завдяки розумній зарядці електромобілів

На початку XXI століття все актуальнішою ставала потреба модернізації електронних комунікацій та розширення можливостей електромереж. Технологічні обмеження у вимірюванні більше не примушували усереднювати і розподіляти на всіх споживачів однаково пікові ціни на електроенергію. Паралельно зростає стурбованість у зв'язку з нанесенням шкоди навколишньому середовищу електростанціями на викопному паливі, що привело до бажання використовувати великі обсяги енергії з поновлюваних джерел. Панівні форми, такі як енергія вітру і сонця, дуже непостійні та тому стала очевидною потреба у досконаліших системах управління для полегшення підключення цих джерел до високо контрольованої мережі.
Енергія від сонячних батарей і вітрових турбін також важлива при розгляді роботи великих електростанцій. Швидке зниження витрат вказує на істотну трансформацію від централізованої топології мережі до сильно розподіленої, де енергія одночасно генерується і споживається у межах мережі. Нарешті, ростуче занепокоєння з приводу терористичних атак в деяких країнах привело до закликів до будівництва більш надійної енергосистеми, яка менше залежить від централізованих електростанцій, які розглядаються як потенційні об'єкти атаки.
Спільним елементом для більшості визначень є застосування цифрової обробки і цифрових комунікацій з енергосистемою, що створює потік даних і управління інформацією центром розумної енергосистеми.

### Ранні технологічні інновації

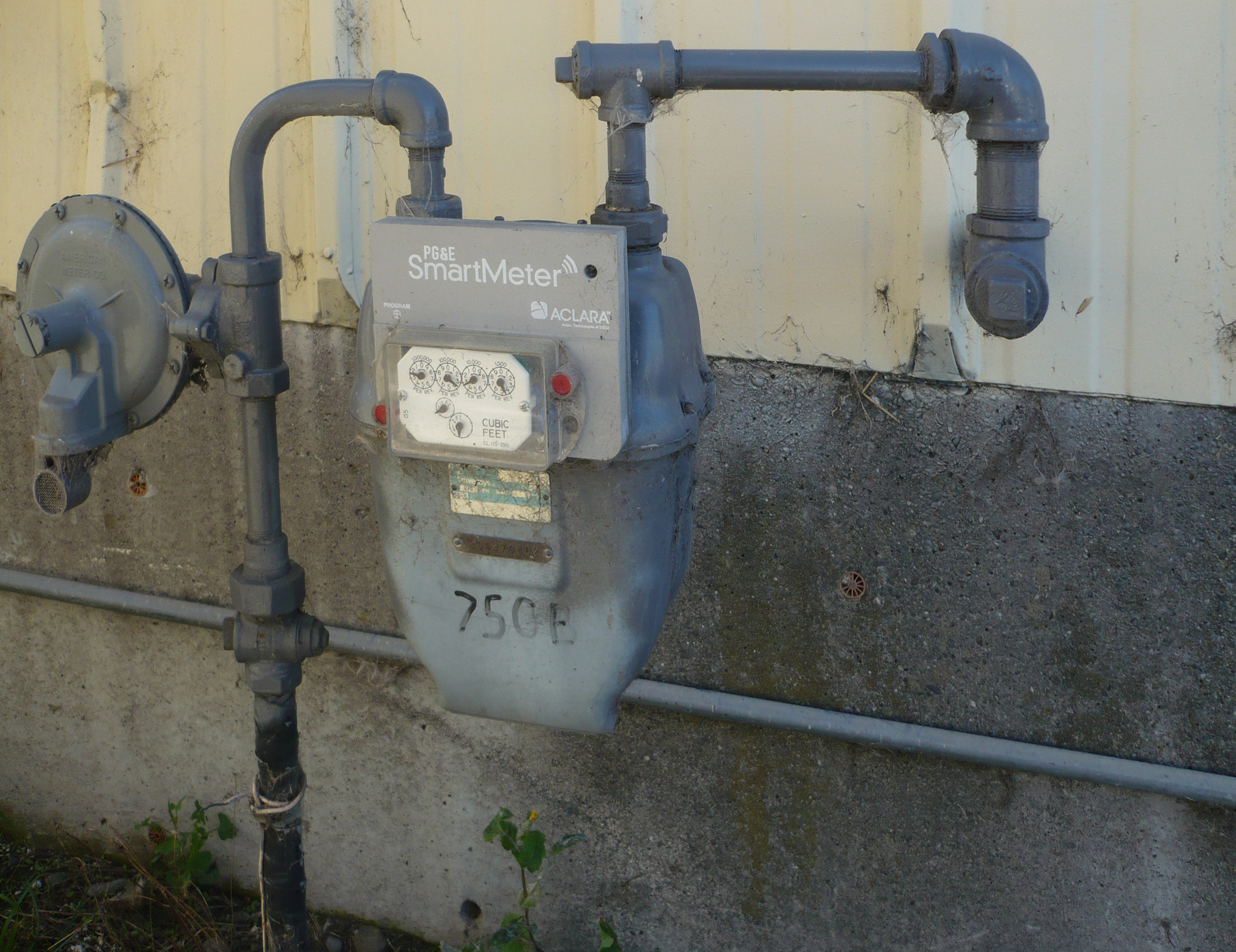
«Розумний» лічильник газу в місті Фортуна, Каліфорнія

Технології розумних енергосистем вийшли з ранніх спроб використання електронного управління, вимірювання і моніторингу. 1980 року автоматичне зчитування показань було використане для моніторингу споживання великих клієнтів, і перетворилася в автоматизовану систему комерційного обліку електроенергії 1990-х років, чиї вимірювання зберігали дані про те, як електрика використовується в різний час доби. Інтелектуальні лічильники додають безперервний зв'язок, що дозволяє виконання моніторингу у реальному часі, та стають шлюзом до пристроїв, що реагують на попит, та інтелектуальних розеток у домогосподарстві. Ранніми формами таких технологій керування з боку попиту були пристрої, що реагують на попит, які пасивно отримують інформацію про завантаження енергосистеми спостерігаючи за змінами частоти струму. Індустріальні та домашні кондиціонери, холодильники та нагрівачі підлаштовували свої цикли роботи щоб уникнути включення, коли енергосистема проходить пік споживання.
З 2000-го року проект Telegestore в Італії вперше об'єднав 27 мільйонів домогосподарств, які використовують інтелектуальні лічильники, у мережу вузькосмуговими каналами зв'язку по лініям електроживлення. У деяких експериментах використовувався широкосмуговий зв'язок по лініям електроживлення, тоді як у інших використовувались безпровідні технології, такі як mesh-мережі, що сприяло більш надійному з'єднанню різнорідних пристроїв у будинку, а також підтримувало облік інших комунальних послуг, таких як газ і вода.
Моніторинг та синхронізація через глобальні мережі стала революцією на початку 1990-х, коли Енергетична адміністрація Бонневіля розширила свої дослідження розумних енергосистем прототипом датчика фази, який дозволяє виконувати швидкий аналіз аномалій якості електроенергії на дуже великих географічних просторах. Кульмінацією цієї роботи стала робота першої глобальної системи керування у 2000. Інші країни швидко інтегрували цю технологію — КНР започаткував всеосяжну національну систему керування в 2012 році.
Ранні розгортання розумних енергосистем включають італійську систему Telegestore (2005), mesh-мережу у Остіні, Техас (з 2003), і розумну енергосистему у Баулдері, Колорадо (2008).

## Властивості
Розумна енергосистема представляє повний набір відповідей на виклики для енергопостачання. Через різноманітність факторів існує декілька таксономій, і немає згоди щодо універсального визначення. Тим не менше, тут наведена одна з можливих категорізацій.

### Надійність

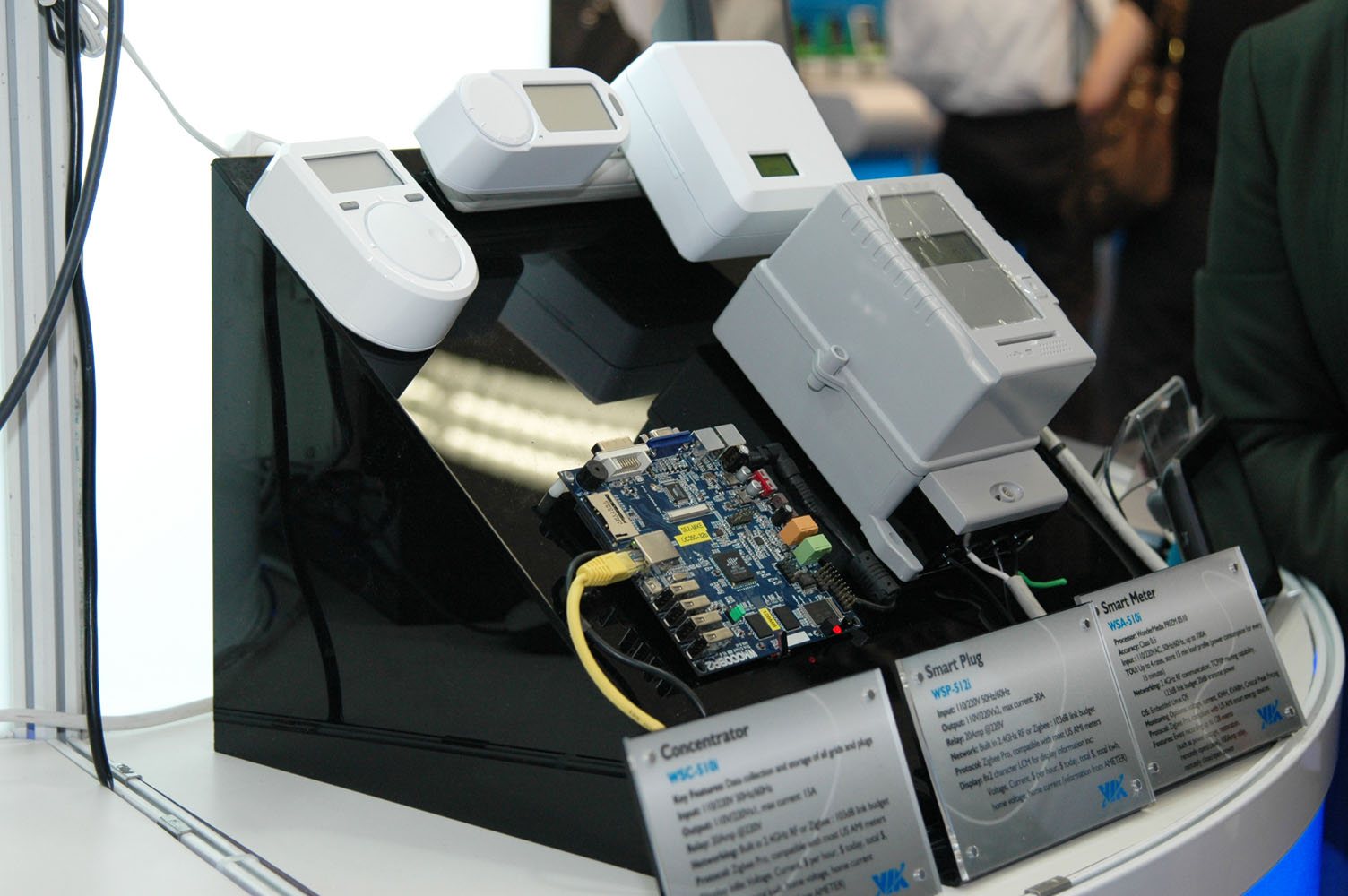
Розумний лічильник електроенергії

Розумна енергосистема буде використовувати технології оцінки стану, які покращують  виявлення несправностей  і дозволяють  самовідновлення  мережі без втручання фахівців. Це дозволить забезпечити більш надійну подачу електроенергії, а також зниження вразливості до стихійних лих або нападу.
Хоча дубльовані маршрути рекламуються як особливість розумної енергосистеми, старі електромережі також забезпечували кілька маршрутів. Початкові лінії електропередач в електромережі були побудовані з використанням радіальної моделі, пізніше підключення було гарантовано за допомогою декількох маршрутів, відповідно до мережевої структури. Проте, це створило нову проблему: якщо струм або пов'язані ефекти по мережі перевищують обмеження будь-якого конкретного елемента електромережі, він може відмовити, і струм буде передаватися через інші елементи мережі, які в кінцевому підсумку можуть також відмовити, викликаючи ефект доміно. Методикою запобігання цьому є скидання навантаження по методом віялових відключень або зниження напруги.
Економічний ефект від підвищення надійності та стійкості електромережі є предметом ряду досліджень [Архівовано 27 жовтня 2014 у Wayback Machine.] і може бути розрахована з використанням методології, розробка якої профінансована Міністерством енергетики США, для місць США з використанням щонайменше одного інструменту розрахунків.

### Гнучкість
Інфраструктура наступного покоління для передачі та розподілу електроенергії буде краще пристосована для двонаправлених потоків енергії, що дозволяє розподілену генерацію від сонячних батарей на дахах будинків, паливних елементів, заряджання/розряджання батарей електромобілів, вітрових турбін, гідроакумулювальних електростанцій та інших джерел.
Класичні електромережі сконструйовані для односпрямованої передачі електроенергії, а коли у місцевій підмережі виробляється енергії більше, ніж споживається, зворотній потік енергії може викликати проблеми з надійністю і безпечністю. Розумні енергосистеми придатні для роботи у цих ситуаціях.

### Ефективність
Численні внески в загальне поліпшення ефективності енергетичної інфраструктури очікуються від розгортання технології розумної енергосистеми, зокрема в тому числі керування попитом, наприклад відключення кондиціонерів у короткочасні піки в ціні електроенергії reducing the voltage when possible on distribution lines [Архівовано 27 червня 2013 у Wayback Machine.], зниження напруги, коли це можливо на розподільчих лініях через оптимізації Напруга / Реактивна потужність, усуваючи виїзди для зняття показань лічильників, а також зниження кількості виїздів щодо поліпшення керування відключеннями за рахунок використання даних систем передової вимірювальної інфраструктури. Загальним ефектом стало зменшення надлишковості в лініях передачі і розподілу, а також більш повне використання генераторів, що призвело до зниження цін на електроенергію.

#### Керування навантаженням

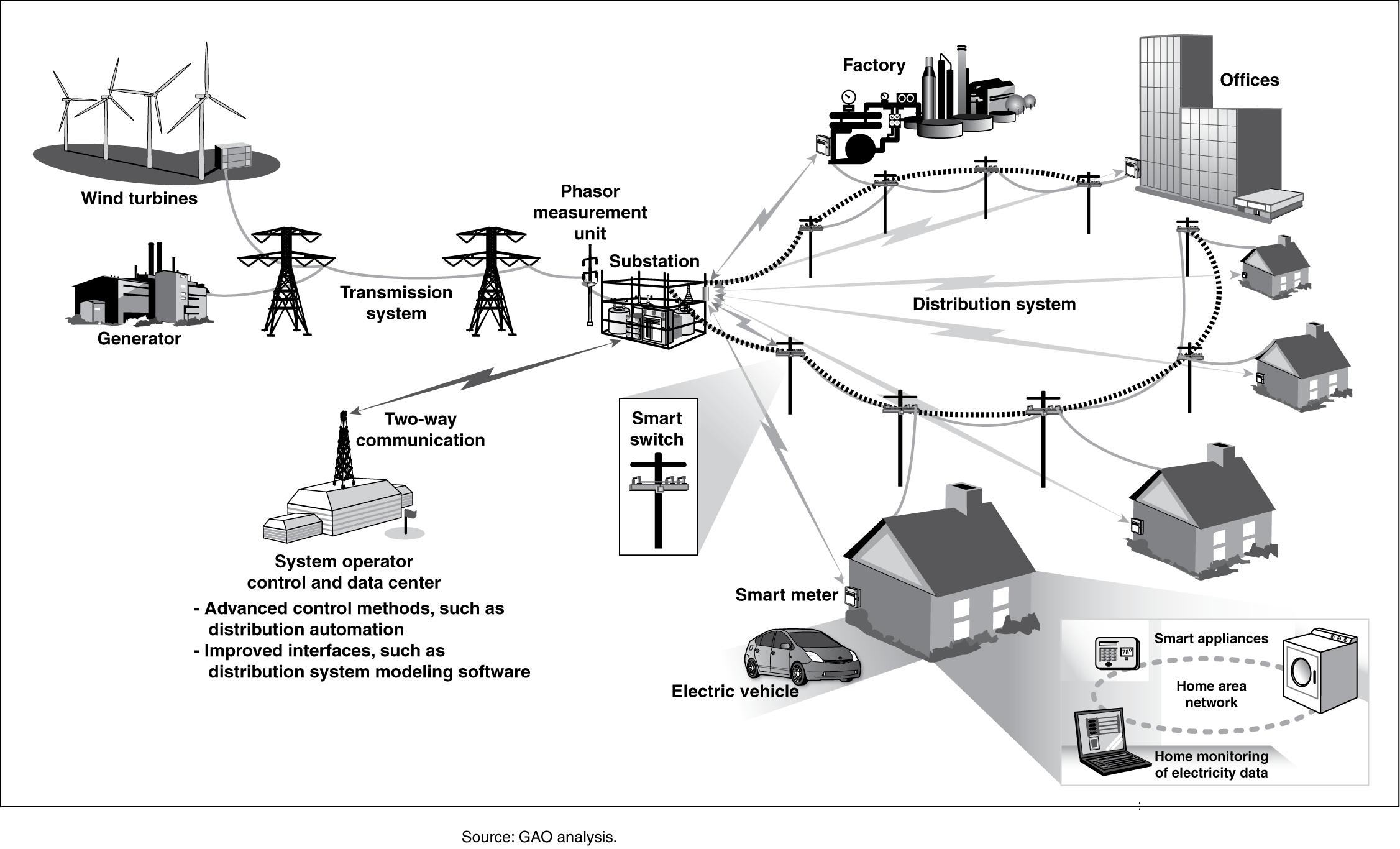
Схема роботи розподіленої системи із розумною мережею

Загальне навантаження на енергосистему може змінюватись у широких межах увесь час. Хоча загальне навантаження є сумою багатьох індивідуальних виборів клієнтів загальне навантаження є нестабільним, повільно змінюється. зростає під час популярних телепередач, коли мільйони телеглядачів споживають струм. Розумна енергосистема може попросити індивідуальні телевізори або інших великих споживачів зменшити споживання тимчасово, щоб дати час для запуску генератора, або постійно, якщо ресурси є обмеженими. Використання математичних алгоритмів прогнозування дозволяє передбачити скільки генераторів потрібно щоб досягти певного відмов. У традиційних енергосистемах досягнення заданого рівня відмов можливе лише за рахунок збільшення числа генераторів у режимі очікування. У розумних енергосистемах зменшення навантаження навіть невеликої частки клієнтів може вирішити проблему.

#### Вирівнювання піків і ціноутворення відповідно до часу
Щоб зменшити попит у дорогі періоди активного використання, комунікації та вимірювальні технології інформують інтелектуальні пристрої в будинку і бізнесі, коли потреба в енергії висока, і відслідковувати, скільки електроенергії використовується і коли вона використовується. Це також дає комунальним підприємствам здатність знижувати споживання, спілкуючись з пристроями безпосередньо, щоб не допустити перевантажень системи. Прикладами можуть служити пристрої, що скорочують споживання групи зарядних станцій електричних транспортних засобів, або зсуву налаштування температури кондиціонерів в місті. Щоб мотивувати їх урізати використання і виконати таким чином скорочення піків або вирівнювання піків, ціни на електроенергію підвищуються в періоди високого попиту, і знижуються в період низького попиту. Вважається, що споживачі і підприємства матимуть тенденцію споживати менше в періоди високого попиту, якщо це можливо для споживачів та споживчих пристроїв, якщо їм відомо про високу ціну використання електроенергії в пікові періоди. Це означає можливість компромісів, таких як циклічне вмикання / вимикання кондиціонера або запуск посудомийні машини о 9-й годині вечора замість 5-ї години вечора. Коли компанії і споживачі бачать пряму економічну вигоду від використання енергії не на піках, то вони будуть у своїх рішеннях враховувати витрати енергії на роботу користувацьких пристроїв і цивільне будівництво і, отже, стануть більш енергоефективними.

### Стійкість
Покращена гнучкість розумної енергосистеми дозволяє більше проникнення поновлюваних джерел енергії, потужність яких сильно змінюється, таких як сонячна енергія і енергія вітру, навіть без додавання акумуляторів енергії. Поточна мережева інфраструктури побудована не для того, щоб забезпечувати роботу багатьох розподілених джерел живлення, і, зазвичай, навіть якщо джерела живлення можуть працювати з розподільчою мережею, лінії електропередач не можуть підлаштуватись під них. Швидкі коливання у мережі розподіленої генерації, наприклад, в моменти хмарної погоди або поривчастого вітру, представляють значні проблеми для енергетиків, які повинні забезпечити стабільні рівні потужності варіюючи генерацію більш керованих генераторів, таких як газові турбіни та гідроагрегати. Технологія розумної енергосистеми є необхідною умовою для використання великої кількості електроенергії з поновлюваних джерел.

### Ринкові можливості

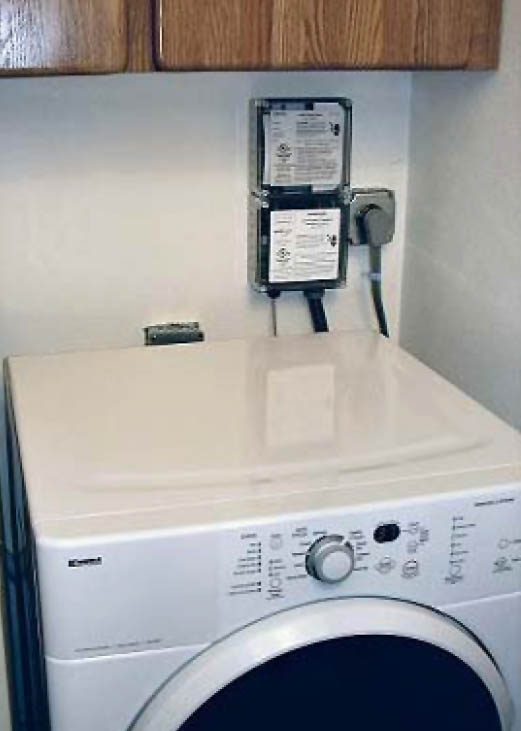
Сушарка для білизни, підключена до «розумного» перемикача керування навантаженням, що використовується в розумній мережі

Розумна енергосистема дозволяє систематичне спілкування між постачальниками (за рахунок ціни на їх енергію) і споживачами (за рахунок їх готовності платити), і дозволяє і постачальникам, і споживачам бути більш гнучкими у своїх стратегіях роботи. Рекордні ціни на енергоносії треба заплатити тільки у період критичних навантажень, і споживачі будуть мати можливість бути більш далекоглядними у стратегії споживання енергії. Постачальники з більшою гнучкістю зможуть продавати електроенергію з максимальним прибутком, в той час як негнучкі постачальники, такі як парові турбіни базового навантаження, і більш змінні вітрові турбіни отримують різні тарифи в залежності від рівня попиту та стану інших генераторів в даний час. Загальним ефектом є сигнал про нагороду за енергоефективність і споживання енергії з урахуваннямо нестаціонарних обмежень на постачання. На рівні країни, техніка з можливістю зберігання енергії або з накопиченням тепла (наприклад, холодильники, теплові акумулятори і теплові насоси) буде «грати» на ринку щоб звести до мінімуму витрати енергії шляхом адаптації попиту до дешевших періодів постачання енергії. Це розширення ціноутворення подвійного тарифу на енергію.

#### Підтримка відповіді на попит
Підтримка відповіді на попит дозволяє генераторам і споживачам взаємодіяти у автоматичному режимі у реальному часі, координуючи попит для того, щоб згладити викиди. Прибирання частки споживання, яка відповідає цим викидам, прибирає і вартість додавання резервних генераторів, зменшує знос і продовжує термін служби обладнання, а також дозволяє користувачам скоротити свої витрати на електроенергію, кажучи низькопріоритетним пристроям використовувати енергію тільки тоді, коли вона є найдешевшою.
На даний час енергосистеми мають різну ступінь комунікації всередині систем управління їх коштовних активів, таких, як в електростанції, лінії електропередачі, підстанції і великі споживачі енергії. У загальному випадку інформаційні потоки спрямовані в одну сторону, від користувачів і навантаження до виробників, якими вони керують. Виробники намагаються задовольнити попит у тій чи іншій мірі успішно або невдало (при зниженні напруги, віялових відключеннях). Загальний обсяг попиту на електроенергію з боку користувачів може мати дуже широкий розподіл ймовірностей, що вимагає запасних генерувальних потужностей в режимі очікування, щоб реагувати на швидко мінливе енергоспоживання. Це односторонній потік інформації коштує дорого; останні 10 % генерувальних потужностей можуть знадобитися всього лише протягом 1 % від часу, і перебої можуть бути дорогими для споживачів.
Затримка потоку даних є основним предметом уваги, оскільки у ранніх архітектурах розумних лічильників можуть затримувати отримання даних до 24 годин, фактично унеможливлючи будь-яку можливу реакцію пристроїв постачальників та споживачів.

#### Платформа для розвинутих сервісів
Обсяг даних, необхідний для проведення моніторингу та комутації приладів автоматичного відключення, дуже малий у порівнянні з тим, який вже іде навіть до віддалених будинків для підтримки передачі голосу, безпеки, Інтернет і телебачення. Багато оновлень смуги пропускання розумних енергосистем оплачуються надмірними капіталовкладенням також для підтримки послуг споживачам, і субсидування зв'язку зі службами, пов'язаними з енергетикою або субсидування пов'язаних з енергетикою послуг, таких, як підвищення вартості в години пік. Це особливо вірно, коли уряди запускають обидва набору послуг як державну монополію. Оскільки електричні та комунікаційні компанії, як правило, є окремими комерційними підприємствами в США і Європі, потрібні значні зусилля уряду і великих постачальників для заохочення різних підприємств до співпраці. Деякі, як Cisco, бачать можливість в наданні пристроїв для споживачів, дуже схожих на тих, якими вони вже давно забезпечують промисловість. Інші, такі як Silver Spring Networks або Google, є інтеграторами даних, а не продавцями обладнання. Тим часом як стандарти керування потужністю змінного струму пропонують улаштування зв'язку по лініях живлення як основний засіб зв'язку між інтелектуальними пристроями енергосистеми і домогосподарства, біти можуть дійти до будинку не за допомогою широкосмугового зв'язку по ЛЕП, а по фіксованому бездротовому зв'язку.

## Технології

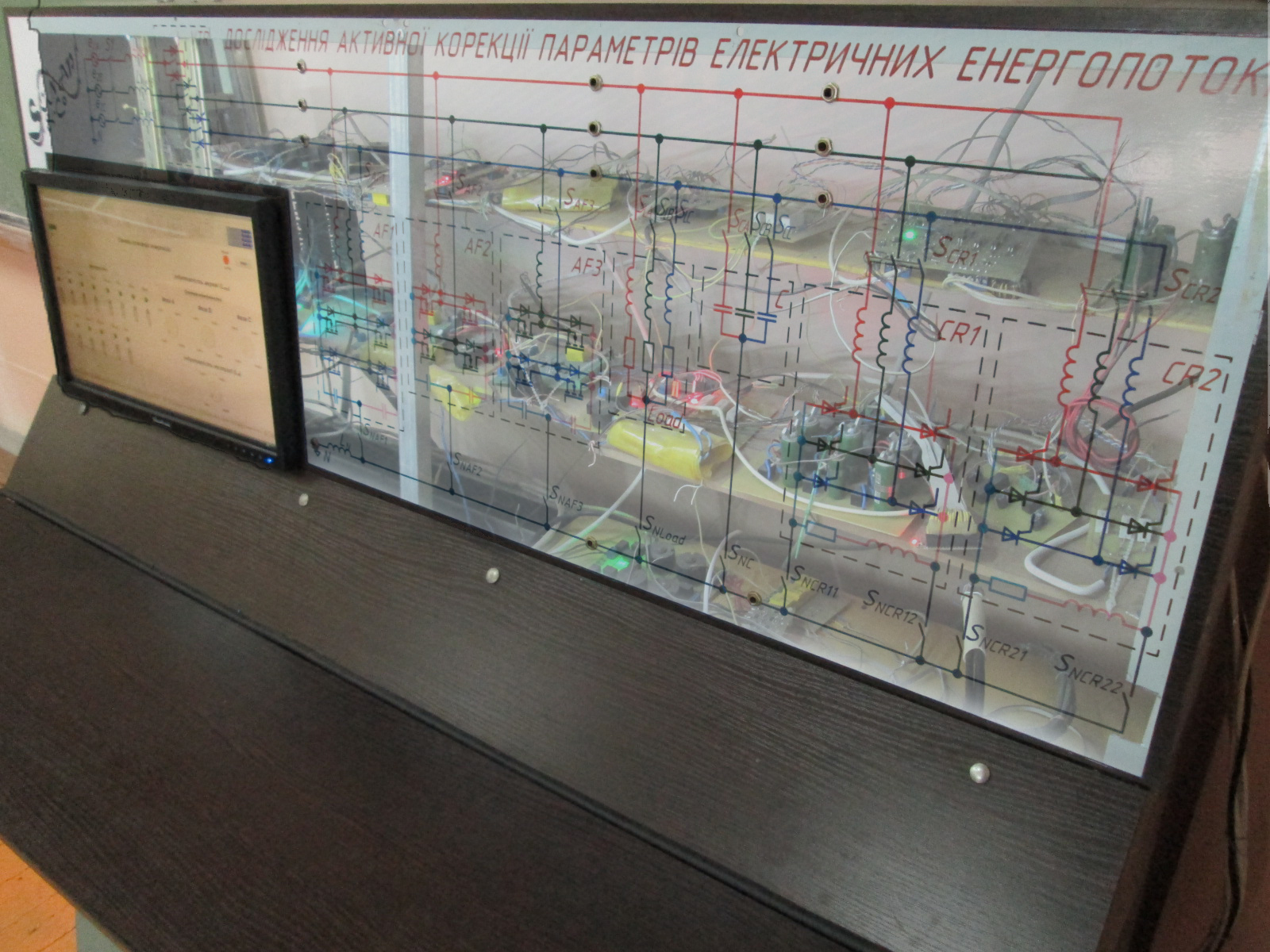
Стенд для фізичного моделювання електромагнітних процесів в розумних мережах. Лабораторний комплекс складається з низьковольтних моделей різних типів навантажень та генераторів електроенергії, які об'єднані в одну мережу

Більшість технологій розумних енергосистем вже використовуються у інших галузях, таких як виробництво та телекомунікації, адаптовані для використання у енергосистемі. У загальному випадку технології розумних енергосистем можуть бути згруповані у п'ять основних напрямків:

### Інтегровані комунікації
Можливості для удосконалення включають: автоматизацію підстанцій, реагування на попит, автоматизацію розподілу, системи керування та спостереження (SCADA), системи керування енергією, безпровідні меш-мережі, комунікації по лініям електропередач і оптичному волокну. Інтегровані комунікації дозволяють керування у реальному часі, обмін даними для оптимізації надійності, ефективності використання активів та безпеки.

### Датчики та вимірювачі
Основними задачами є оцінка стабільності енергосистеми, моніторинг стану обладнання, попередження крадіжки енергії і підтримання стратегії керування. Технології включають в себе: передові мікропроцесорні системи моніторингу та вимірювання (розумні лічильники) і обладнання зчитування даних з лічильників, системи розподіленого моніторингу -динамічної оцінки ліній [Архівовано 27 жовтня 2014 у Wayback Machine.] (зазвичай основані на розподілених датчиках температури, поєднаних з системами оцінки температури у реальному часі), системи вимірювання/аналізу електромагнітних параметрів (так знаний електромагнітний підпис), системи вимірювання часу споживання та ціноутворення у реальному часі, передові перемикачі і кабелі, радіотехнології зворотного розсіювання і цифрові захисні реле.

#### Розумні лічильники
Розумна енергосистема часто замінює аналогові механічні лічильники цифровими лічильниками, які записують споживання у реальному часі. Часто ця технологія називається передова вимірювальна інфраструктура, оскільки лічильники самі по собі не є корисними, і повинні встановлюватись разом з комунікаційною інфраструктурою для передачі даних (провідною, оптоволоконною, WiFi, сотовою або передачі по лініям електропередачі). Передова вимірювальна інфраструктура може надати канал зв'язку між електростанціями з однієї сторони і кінцевими споживачами у домогосподарствах і виробництвах з іншої. Ці пристрої кінцевих споживачів можуть включати розумні розетки та інші пристрої, здатні взаємодіяти з розумною енергосистемою, такі як водонагрівачі та термостати. У залежності від програми постачальника можуть бути сповіщені споживачі, або пристрої можуть вимикатись, або їх налаштування можуть автоматично змінюватись в залежності від часу піку споживання.
[джерело?]

#### Вимірювачі фаз
Високошвидкісні датчики, які називаються вимірювачами фаз, розподілені по мережі передачі, використовуються для моніторингу стану енергосистеми. Вимірювачі фаз можуть проводити вимірювання до 30 разів за секунду, що значно швидше наявних технологій SCADA. Вимірювачі фаз представляють магнітуду і фазу змінної напруги у певному місці електромережі. У 1980-х стало ясно, що супутники глобальної системи позиціювання (GPS) можуть дати дуже точні сигнали часу пристроям «у полі», що дозволяє вимірювання вимірювання різниці фаз на великих відстанях. Дослідження показують, що при великій кількості вимірювачів фаз і можливість порівняти фазові кути напруги в ключових точках у мережі, автоматизовані системи можуть революціонізувати керування енергосистемами, шляхом швидкої, динамічної відповіді на умови роботи системи.
Широкомасштабна система вимірювання — мережа вимірювачів фаз, які можуть здійснювати моніторинг у реальному часі на регіональному та національному рівні. Багато хто з інженерів-енергетиків вважає, що Північно-східний блекаут 2003-го міг бути утриманий на значно меншій площі, якщо б була розгорнута широкомасштабна система вимірювання фаз.

### Інші високотехнологічні компоненти
Інновації у надпровідності, стійкості до відмов, зберіганні енергії, силовій електроніці і діагностичних компонентах змінюють фундаментальні властивості мереж. Технології в межах цих широких категорій R&D включають в себе: пристрої гнучкої системи передачі струму, постійний струм високої напруги, дріт з надпровідників першого і другого роду, кабель з високотемпературних надпровідників, розподілену генерацію і зберігання енергії, композитні провідники і «інтелектуальні» прилади.[джерело?]

#### Розподілене керування потоками енергії
Пристрої керування потоком енергії встановлені на дійсних лініях для керування потоком енергії. Лінії передачі з підтримкою таких пристроїв підтримують більш широке використання відновлюваних джерел енергії, забезпечуючи більш послідовне керування в режимі реального часу тим, як ця енергія спрямовується в мережі. Ця технологія дозволяє більш ефективно зберігати переривчастий потік енергії з відновлюваних джерел для подальшого використання.

#### Інтелектуальна генерація енергії
Інтелектуальна генерація електроенергії являє собою концепцію узгодження виробництва електроенергії зі споживанням шляхом використання кількох однакових генераторів, які можуть запускатись, зупинятись і ефективно працювати при обраному навантаженні, незалежно від інших, що робить їх придатними і для покриття базового навантаження, і для вироблення електроенергії на піку споживання. Забезпечення рівності постачання і попиту, яке називається балансуванням навантаження, є необхідним для стабільного і надійного постачання електроенергії. Короткочасні відхилення від балансу ведуть до зміни частоти, а більш довгі ведуть до відключень енергії. Оператори енергосистеми зайняті балансуванням — узгодженням вихідної потужності усіх генераторів з навантаженням електромережі. Задача балансування навантаження стала набагато складнішою зі зростанням частки більш переривчастих і змінних джерел, таких як вітрові турбіни і сонячні батареї, змушуючи інших виробників адаптувати свою генерацію набагато частіше, ніж було потрібно в минулому.
Перші дві електростанції, які реалізують концепцію динамічної стабільності мережі, були замовлені Elering і будуть побудовані Wärtsilä в Kiisa, Естонія. Їх мета полягає в «забезпеченні динамічних генерувальних потужностей для покриття раптових і несподіваних провалів в електромережі. Їх готовність планується протягом 2013 і 2014, а їх загальна потужність складе 250 МВт.

### Інтелектуальне керування
Автоматизація енергосистеми дозволяє швидке діагностування точні рішення на порушення у мережі або відключення. Ці технології спираються на і сприяють кожній з інших чотирьох ключових областей. Три категорії технологій для інтелектуального керування включають: розподілених інтелектуальних агентів (системи керування), інструменти аналітики (програмне забезпечення та швидкодіючі комп'ютери) і операційні застосування (SCADA, автоматизація підстанцій, відповідь на попит тощо). Використовуючи програмні технології штучного інтелекту енергосистема Фуджиян у Китаї створила широкомасштабну систему захисту, яка здатна швидко і точно прораховувати стратегію керування і точно її виконувати. Програмне забезпечення моніторингу і керування стабільністю напруги використовує метод послідовного лінійного програмування щоб достовірно визначити оптимальне рішення для керування.

### Удосконалені інтерфейси і підтримка прийняття рішень
Інформаційні системи, які зменшують складність так, що оператори та керівники мають інструменти для ефективного керування енергосистемою зі зростанням кількості змінних. Технології включають технології візуалізації, що зводять велику кількість даних у візуальні формати, що легко сприймаються, програмні системи, які надають численні можливості коли потрібне втручання оператора, і симулятори для тренування персоналу, і системи аналізу сценаріїв.

## Дослідження

### Основні програми
- IntelliGrid – створена Інститутом дослідження електроенергетики (Electric Power Research Institute, EPRI), архітектура IntelliGrid надає методологію, інструменти та рекомендації щодо стандартів і технологій для підприємств щодо планування, специфікації вимог та отримання IT-систем, таких як інтелектуальні вимірювачі, автоматизація розподілу та відповідь на попит. Архітектура також надає лабораторію для оцінки пристроїв, систем та технологій. Архітектуру IntelliGrid застосовують Southern California Edison, Long Island Power Authority, Salt River Project, та TXU Electric Delivery. Консорціум IntelliGrid заснований на державно-приватному партнерстві, яке об'єднує та оптимізує зусилля у глобальних дослідженнях, фінансує дослідження і розробку технологій, працює над інтеграцією технологій та поширює технічну інформацію.[32]
- Grid 2030 – Grid 2030 є об'єднаним баченням розвитку електричної системи США, розробленим енергетичними компаніями, виробниками обладнання, постачальниками інформаційних технологій, агенціями урядів штатів та федерального уряду, групами зацікавлених, університетами та національними лабораторіями. Воно покриває генерацію, передачу, розподіл, зберігання та споживання.[33] Дорожня карта національних технологій постачання є основним документом щодо реалізації бачення Grid 2030. Дорожня карта окреслює основні проблеми та завдання щодо модернізації електромережі і пропонує шляхи для уряду і галузі до побудови майбутньої енергосистеми Америки.[34]
- Modern Grid Initiative (MGI) є зусиллями зі співробітництва між Департаментом енергетики США, Національною лабораторією технологій енергетики (National Energy Technology Laboratory, NETL), підприємствами, споживачами, дослідниками та іншими зацікавленими у модернізації та інтеграції електричної мережі Сполучених Штатів. Офіс постачання електроенергії та надійності Департамента енергетики США спонсорує ініціативи в рамках Grid 2030 та Дорожньої карти національних технологій постачання, узгоджені з іншими програмами, такими як GridWise та GridWorks.[35]
- GridWise – програма Офісу постачання електроенергії та надійності Департамента енергетики США, яка фокусується на розвитку інформаційних технологій модернізації електричної мережі США. Працюючи у рамках GridWise Alliance програма передбачає інвестиції у архітектуру та стандарти зв'язку, інструменти аналізу та симуляції, інтелектуальні технології, тестові стенди та демонстраційні проекти, нові регуляторні, інституційні та ринкові основи. GridWise Alliance є консорціумом публічних (у значенні державних та комунальних) та приватних зацікавлених осіб енергетичного сектору, надає майданчик для обміну ідеями, кооперації зусиль та зустрічей з регуляторними органами, які визначають політику на федеральному рівні та на рівні штатів.[36]
- Рада архітектури GridWise (GridWise Architecture Council, GWAC) була сформована Департаментом енергетики США для просування та забезпечення інтероперабельності серед багатьох учасників взаємодії у національній енергосистемі. Члени Ради є збалансованою і шанованою командою, що представляє усі ланки ланцюжка поставок і споживання електроенергії. Рада надає настанов та інструменти для формулювання цілей інтероперабельності у енергосистемі, визначає концепції та архітектури для того, щоб зробити інтероперабельність можливою, розробляє кроки для досягнення взаємодії систем, пристроїв та інституцій, які охоплюють національну електричну систему. Рамковий документ з інтероперабельності в. 1.1 (Interoperability Context Setting Framework, V 1.1) Ради архітектури GridWise визначає необхідні настанови та принципи.[37]
- GridWorks – програма Департамента енергетики США, зосереджена на покращенні надійності енергетичної системи через модернізацію ключових компонентів електромережі, таких як кабелі, підстанції, захисні системи та силова електроніка. Програма також передбачає координацію зусиль щодо систем високотемпературних надпровідників, технологій забезпечення надійності передачі, технологій розподілу електроенергії, пристроїв зберігання енергії та систем GridWise.[38]
- Демонстраційний проект розумної енергосистеми Pacific Northwest (Pacific Northwest Smart Grid Demonstration Project) — демонстраційний проект у північно-західних штатах — Айдахо, Монтана, Орегон, Вашингтон та Вайомінг. Він включає близько 60 000 споживачів з інтелектуальними лічильниками, і містить основні функції майбутньої розумної енергосистеми.[39]
- Сонячні міста — програма у Австралії, що включає співпрацю з енергетичними компаніями для випробування інтелектуальних лічильників, пікового та позапікового ціноутворення, віддаленого відключення та пов'язані з цим зусилля. Вона також передбачає обмежене фінансування на оновлення мережі.[40]

### Моделювання розумних енергосистем
Для моделювання розумних енергосистем використовуються багато різних концепцій. У загальному випадку вони вивчаються як складні системи. У мозковому штурмі, енергосистема розглядалась у контекстах оптимального керування, екології, людського пізнання, теорії інформації, мікрофізики хмар тощо.
Захисні системи, що перевіряють себе та керують собою
Pelqim Spahiu та Ian R. Evans у своєму дослідженні запропонували концепцію підстанції, основану на інтелектуальному захисті та гібридному інспекційному вузлі.
Осцилятори Курамото
Модель Курамото є добре вивченою системою. Енергосистема добре описується у цьому контексті. Метою є зберегти систему у балансі, або підтримати синхронність фаз. Неоднорідні осцилятори також допомагають моделювати різні технології, різні типи генераторів, моделі споживання тощо. Ця модель також використовується для опису візерунків синхронізації в миготінні світлячків.
Біологічні системи
Електричні мережі пов'язані зі складними біологічними системами в багатьох контекстах. У одному дослідженні електричні мережі були зіставлені з соціальною мережею дельфінів. Ці істоти оптимізують або посилюють комунікацію в разі незвичайної ситуації. Взаємозв'язки, що дозволяють їм вижити, є дуже складними.
Мережі випадкових запобіжників
У теорії перколяції, були вивчені мережі випадкових запобіжників. Щільність струму може бути занадто низькою в деяких районах, і занадто високою в інших. Аналіз може бути використаний, щоб згладити потенційні проблеми в мережі. Наприклад, аналіз, виконаний високошвидкісним комп'ютером, може передбачати згорілі запобіжники і запобігти цьому, або аналізувати зразки, які могли б призвести до аварії електромережі. Для людей важко передбачити довгострокові закономірності в складних мережах, тому замість них використовуються мережі запобіжників або діодів.
Нейронні мережі
Нейронні мережі визнані придатними для керування енергосистемою. Електричні мереж можуть класифікуватись багатьма способами як нелінійні, динамічні, дискретні, випадкові та/або стохастичні. Штучні нейронні мережі намагаються розв'язати більшість з цих проблем.
Передбачення попиту
Одним із застосувань штучних нейронних мереж є передбачення попиту. Для економічної та надійної роботи енергосистем передбачення попиту є важливим, оскільки дозволяє визначити кількість електроенергії, яка буде спожита навантаженням. Це залежить від погодних умов, часу доби, випадкових подій тощо. Для нелінійного навантаження профіль навантаження не є гладким і передбачуваним, що веде до більшої невизначеності та меншої точності традиційних моделей штучного інтелекту. Чинниками, які враховуються при розробці таких моделей є: класифікація профілів споживання різних класів споживачів, активна реакція попиту, передбачена на основі ціноутворення у реальному часі; необхідність введення минулого попиту через різні компоненти (такі як пікове навантаження, базове навантаження, мінімальне навантаження, середнє навантаження тощо), а не об'єднання цих значень у спільне вхідне значення; залежність від специфічних вхідних змінних. Прикладом таких специфічних змінних може бути тип дня (робочий чи вихідний), який не має значного впливу на мережу лікарні, але значно впливає на профіль споживання домогосподарств.
Марківські процеси
Із набуттям популярності вітровою енергетикою стає необхідним враховувати її у реалістичних дослідженнях енергосистем. Від'єднані від мережі сховища енергії, непостійність вітру, постачання, споживання, ціноутворення та інші чинники моделюються у математичній грі. Метою є розробка працюючої моделі. Марківські процеси використовуються для моделювання і вивчення систем такого типу.
Максимальна ентропія
Усі ці методи з того чи іншого боку є методами максимальної ентропії, які активно досліджуються. Це є поверненням до ідей Шеннона та інших дослідників, які вивчали комунікаційні мережі. Продовжуючи в аналогічному ключі сьогодні, сучасні дослідження бездротових мереж часто розглядають проблему перевантаження мережі, і алгоритми його мінімізації, зокрема теорію ігор, інноваційні комбінації частотного розділення каналів, часового розділення каналів та інші.

## Економіка

### Огляд ринку
У 2009, галузь розумних енергосистем у США оцінювалась у 21,4 мільярдів дол. — до 2014, він перевищив 42,8 мільярда дол. З огляду на успіх розумних енергосистем у США, очікується, що світовий ринок буде рости більш швидкими темпами, $69 300 000 в 2009 році до $171 400 000 000 в 2014 році. Найприбутковішими сегментами будуть виробники апаратури інтелектуальних лічильників і виробники програмного забезпечення, що використовуються для передачі і обробки величезної кількості даних, зібраних лічильниками. Світовий Економічний форум заявив про інвестиції у 7.6 трлн дол. протягом наступних 25 років (по 300 млрд дол. на рік) на модернізацію, розширення та децентралізацію електричної інфраструктури.
Через те, що клієнти можуть вибирати своїх постачальників електроенергії в залежності від їх методів тарифікації, зростає увага до транспортних витрат. Зниження витрат на обслуговування і замінну стимулюватиме більш розвинуте керування.
Розумні енергосистеми точно обмежує електричну потужність до рівня домогосподарства, зв'язують у мережу дрібні джерела розподіленої генерації енергії і пристрої зберігання, передачі інформації про робочий стан і потреби, збирають інформацію про ціни та умови мережі і перетворюють керування мережею з центрального, у мережу членів, що співробітничають.

#### Оцінки заощаджень та проблем у США та Британії
Департамент енергетики США підрахував, що модернізація електромереж США з використанням можливостей розумних енергосистем зекономить від 46 до 117 мільярдів доларів протягом 20 наступних років. Окрім вигоди від модернізації для промисловості, розумні енергосистеми можуть збільшити ефективність передачі енергії у мережах до домогосподарств за рахунок координації низькопріоритетних домашніх пристроїв, таких як водонагрівачі, таким чином, щоб вони використовували переваги від споживання електроенергії від бажаних джерел. Розумні енергосистеми також координують виробництво електроенергії великою кількістю малих виробників, таких як сонячні батареї на дахах, що могло б виявитися проблематичним для систем операторів енергосистем місцевих комунальних служб.
Важливим питанням є чи будуть споживачі реагувати на сигнали ринку. Департамент енергетики США як частина програми American Recovery and Reinvestment Act Smart Grid Investment Grant and Demonstrations Program [Архівовано 5 березня 2016 у Wayback Machine.] фінансував спеціальне дослідження поведінки споживачів [Архівовано 18 березня 2015 у Wayback Machine.] для вивчення прийняття і реакції споживачів, які підписалися на погодинну програму постачальників, яка включає передову вимірювальну інфраструктуру та клієнтів системи, такі, як домашні дисплеї і програмовані термостати.

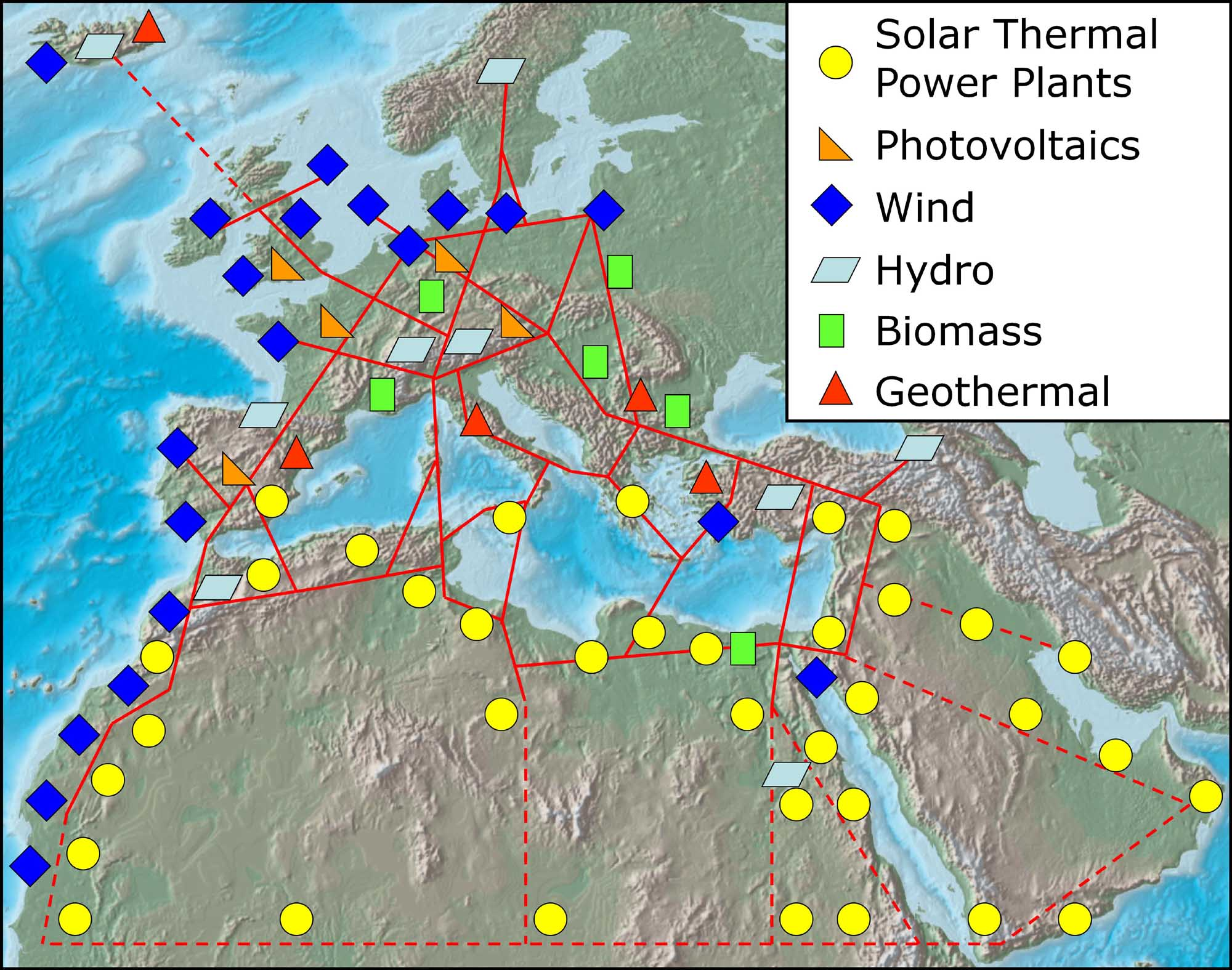
Розташування електростанцій з відновлювальних джерел в Європі, Близькому Сході та Північній Африці

Іншим приводом для занепокоєння є вартість телекомунікацій, яка для повної підтримки функцій розумних енергосистем може бути неприйнятно високою. Дешевшим механізмом комунікацій може стати форма динамічного керування попитом, у якій пристрої згладжують піки за рахунок зсуву своїх навантажень у відповідь на зміну частоти. Частота у мережі може використовуватись для обміну інформацією про завантаження без додаткової телекомунікаційної мережі, але цей механізм не буде підтримувати економічних „переговорів“ та кількісну оцінку внесків.
Хоча існують і використовуються окремі технології розумних енергосистем, узагальнювальний термін „розумна енергосистема“ відноситься до набору пов'язаних технологій, а не до окремої технології. Деякі з переваг таких модернізованих енергетичних мереж включають можливість зменшити споживання енергії з боку споживачів у пікові години, що називається керуванням з боку попиту, інші дозволяють підключення до мережі засобів розподіленої генерації (сонячних батарей, малих вітрових турбін, мікрогідроелектростанцій, і, навіть, когенераційних установок у будівлях), вбудовування сховищ енергії рівня енергосистеми для балансування навантаження при розподіленій генерації, та усунення або обмеження відмов, таких як каскадні відмови енергосистем. Очікується, що збільшена ефективність та покращена надійність дозволять зменшити витрати споживачів та викиди CO2.

## Аргументи проти та приводи для занепокоєння
Більшість аргументів проти та приводів для занепокоєння зосереджені навколо інтелектуальних лічильників та можливостей, які вони відкривають (віддалене керування, віддалене відключення та змінна вартість). Там, де висловлюється занепокоєння щодо інтелектуальних лічильників, інтелектуальні лічильники продаються як розумна енергосистема, що зав'язує інтелектуальний лічильник з розумною енергосистемою в цілому в очах опонентів. Основні критичні аргументи представлені нижче:
- занепокоєння щодо приватності споживачів, зокрема використання даних для виконання функцій держави;
- соціальне занепокоєння щодо „чесної“ доступності електроенергії;
- занепокоєння щодо складної системи обліку спожитого (у тому числі змінні ціни), яка є непрозорою і непідконтрольною споживачу, що дозволяє постачальнику отримати перевагу над споживачем;
- занепокоєння щодо віддалено керованого вимикача у інтелектуальному лічильнику;
- соціальне занепокоєння щодо зловживань інформаційним важелем у стилі Enron;
- занепокоєння щодо надання уряду механізмів керування усією діяльністю зі споживання енергії;
- занепокоєння щодо радіовипромінювання від інтелектуальних лічильників.

### Приватність
Технічною причиною побоювань щодо приватності є те, що інтелектуальні лічильники надсилають детальну інформацію про споживання електроенергії по запиту. Частіші запити означають детальнішу інформацію. Рідкі звіти несуть мало користі постачальнику, і не дозволяють виконувати керування попитом у відповідь на зміну потреби у електроенергії. З іншого боку дуже часті звіти дозволяють постачальнику визначити шаблони поведінки мешканців будинку, наприклад час, коли вони відсутні або сплять. Сучасним трендом є збільшення частоти звітів. Рішенням, яке задовольняє і потреби постачальника, і вимоги приватності споживача, є динамічне налаштування інтервалу опитування.

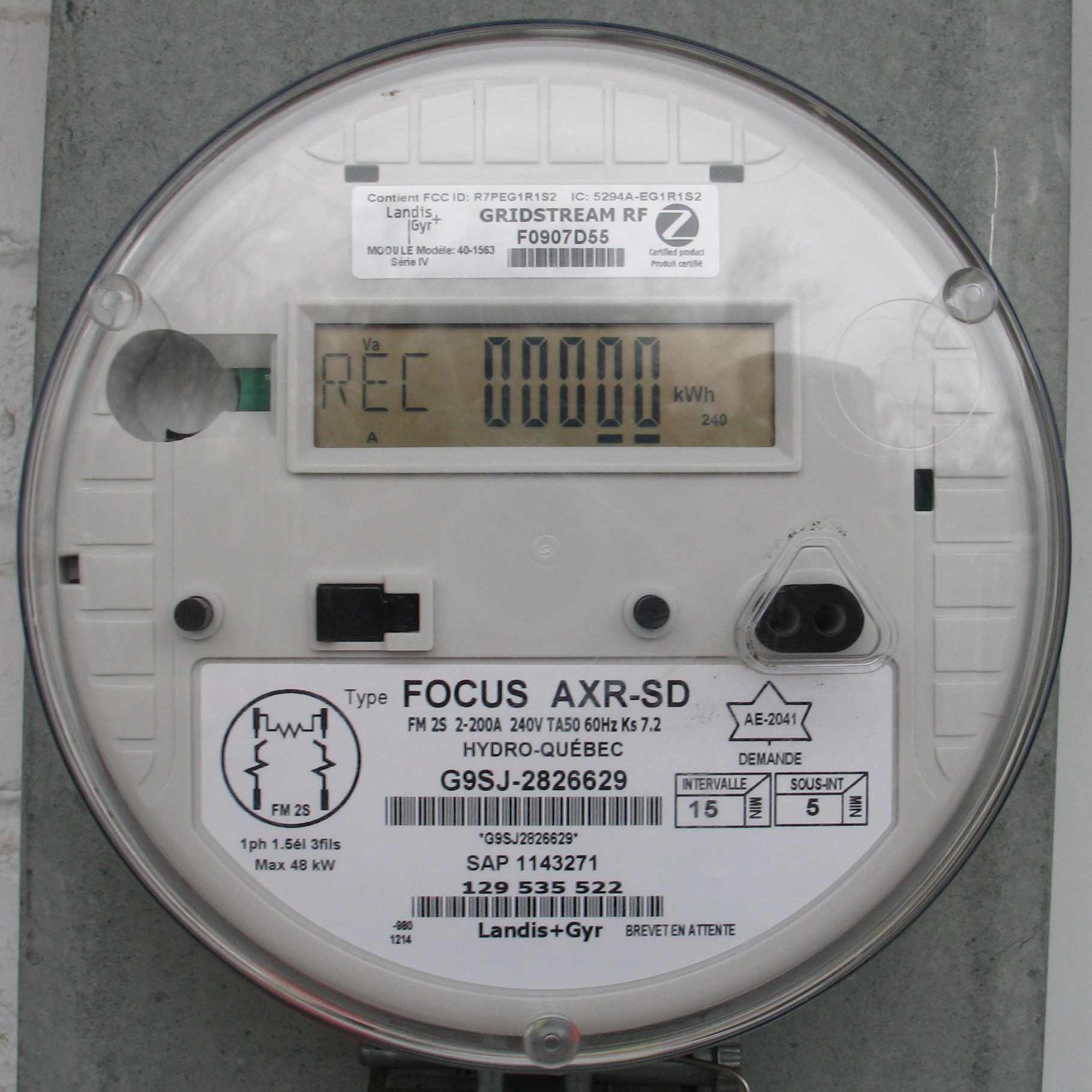
Розумний лічильник води FocusAXR в Квебеку, Канада

У Британській Колумбії, Канада енергопостачальна організація належить уряду і тому повинна підкорятися вимогам законодавства у галузі приватності, що забороняє продаж даних, зібраних інтелектуальними лічильниками, у той час як приватні постачальники можуть продавати такі дані. У Австралії боргові колектори використовували ці дані для того, щоб визначити коли люди знаходяться вдома. У суді м. Остін, Техас, як доказ були представлені дані про споживання енергії тисячами жителів для визначення відхилень від типових шаблонів для того, щоб визначити хто вирощував марихуану.
Дані, які збираються інтелектуальними лічильниками, можуть відкрити значно більше, ніж скільки енергії споживається. Проведені дослідження показали, що виміряні значення потужності з двосекундним інтервалом дозволяють надійно ідентифікувати використання різних електричних приладів і, навіть, канал або програму, який переглядається на телевізорі, на основі шаблонів споживання та шумів, які випромінюються.

### Безпека
З появою кіберзлочинності також з'явилось занепокоєння щодо безпеки інфраструктури, в основному тієї, що використовує комунікаційні технології. Занепокоєння в основному відносяться до комунікаційної технології у ядрі розумної енергосистеми. Є ризик, що можливості, сконструйовані для взаємодії між виробниками, лічильниками у домогосподарствах і виробництві у реальному часі, також можуть бути використані для злочинів або терористичних атак Однією з основних властивостей є можливість віддалено вимкнути постачання, легко припинити або змінити поставки для клієнтів, які прострочили платіж. Це є знахідкою для постачальників енергії, однак також значно збільшує ризики інформаційної безпеки. Кіберзлочинці проникали до енергосистеми США неодноразово. Разом з проникненням у комп'ютери, також існує ризик використання шкідливого програмного забезпечення типу Stuxnet, яке націлене на системи SCADA, які широко використовуються у галузі, і може бути використане для атаки на мережу розумної енергосистеми.
Також потенційними проблемами є нав'язування неправдивих показів від інтелектуальних лічильників, які використовують технології радіообміну, та нав'язування підробленого сигналу GPS фазовимірювальним пристроям.

### Інші проблеми
Перед встановленням розвинутої вимірювальної системи або будь-якої інтелектуальної системи виробники повинні отримати умову для інвестицій. Деякі компоненти, такі як стабілізатори потужності[прояснити], які встановлені на генератори, є дуже дорогими, потребують складної інтеграції у систему керування енергосистемою, потрібні тільки за надзвичайних обставин та ефективні тільки якщо інші постачальники їх мають. Без стимулів постачальники не будуть їх встановлювати. Більшості постачальників важко обґрунтувати розгортання комунікаційної інфраструктури для єдиного застосування (наприклад зчитування показів). Через те постачальники визначають кілька застосувань, які використовують спільну комунікаційну інфраструктури: наприклад, для зчитування показів, моніторингу якості електроенергії, віддаленого ввімкнення/вимкнення споживачів, отримання можливості відповіді на попит тощо. У ідеалі, комунікаційна інфраструктура буде не тільки підтримувати застосування найближчої перспективи, але і непередбачені застосування, які будуть з'являтися в майбутньому. Регуляторні та законодавчі зміни також підштовхують постачальників до складання пазлу розумної енергосистеми. Кожен виробник має унікальний набір бізнесових, регуляторних та законодавчих умов, які впливають на їх інвестиції. Це означає, що кожен постачальник обере власний відмінний від інших шлях до створення розумної енергосистеми, і що постачальники впроваджуватимуть розумну енергосистему з різною швидкістю.[джерело?]
Деякі функції розумних енергосистем стикаються з протидією від галузей, які впроваджують або сподіваються впроваджувати схожі послуги. Прикладом може служити конкуренція з боку кабельних і DSL інтернет-провайдерів з широкосмуговим доступом за доступ до інтернету по системі електропроводки. Постачальники систем керування SCADA для мереж навмисно розробили пропрієтарні апаратні засоби, протоколи та програмне забезпечення таким чином, щоб вони не можуть взаємодіяти з іншими системами для того, щоб прив'язати своїх клієнтів до постачальника.

### Крадіжки та втрати енергії
Деякі розумні енергосистеми мають подвійні функції. Інфраструктура інтелектуальних лічильників у використанні спільно з різноманітним програмним забезпеченням може використовуватись для виявлення крадіжки електроенергії, а процес усунення відмов — виявити місце. Це додаткова можливість до основних функцій з усунення необхідності зчитування показів лічильника людиною і вимірювання часу використання електроенергії.
Втрати від крадіжок електроенергії у світовому масштабі оцінюються у 200 мільярдів доларів США щороку.

## Розгорнуті розумні енергосистеми та спроби розгортання
- Enel. Найпершим, одним з найбільших прикладів розумної енергосистеми є італійська система, встановлена компанією Enel S.p.A. Завершений у 2005 проект Telegestore був дуже незвичним для виробників, тому що компанія, яка його розробляла, розробила і виготовила власні лічильники, виступила у ролі власного системного інтегратора та розробили власну програмну систему. Проект Telegestore вважається першим впровадженням технології розумних енергосистем у домогосподарствах у комерційному масштабі, та економить 500 мільйонів євро щороку при вартості проекта 2,1 мільярда євро.[9]
- US Dept. of Energy — ARRA Smart Grid Project [Архівовано 5 березня 2016 у Wayback Machine.]: Одна з найбільших програм розгортання розумних енергосистем в світі — а програма Департаменту енергетики США, що фінансується згідно з American Recovery and Reinvestment Act. Ця програма потребувала відповідного фінансування від окремих виробників. Всього близько 9 мільярдів доларів з публічних та приватних коштів було інвестовано в рамках цієї програми. Технології включають розвинуту вимірювальну інфраструктуру з 65 мільйонами інтелектуальних лічильників, системи інтерфейсу споживача, автоматику розподілу та підстанцій, системи оптимізації Вольт/ВАР, близько 1000 синхронізаторів фаз, динамічну оцінку ліній, проекти в галузі кібербезпеки, системи керування розподілом, системи зберігання енергії та проекти з інтеграції відновлюваних джерел енергії.
- Ця програма складалась з грантів на інвестиції, демонстраційних проектів, вивчення прийняття споживачами і освітніх програм. Звіти окремих учасників та загальні звіти щодо впливу були завершені у другому кварталі 2015 р.
- Остін, Техас. У м. Остін, Техас працювали над розбудовою розумної енергосистеми з 2003, коли постачальник вперше замінив 1/3 власних лічильників з ручним зчитуванням показів на інтелектуальні лічильники, які зв'язуються через безпровідну mesh-мережу. Вона керувала 200 тисячами пристроїв у реальному часі (інтелектуальні лічильники, термостати і датчики на площі обслуговування), і очікувалась підтримка 500 тисяч пристроїв у реальному часі у 2009.[87]
- Баулдер, Колорадо. Завершено першу фазу проекта розумної енергосистеми у серпні 2008.
- Обидві системи використовують інтелектуальні лічильники для мережі автоматизації домогосподарств, яка керує розумними розетками та пристроями. Деякі конструктори мережі сприяють відділенню функції керування від лічильників, з побоювань майбутніх розбіжностей з новими стандартами і технологіями, доступними у бізнес-сегменті домашніх електронних пристроїв, який швидко рухається.[88]
- Hydro One. У Онтаріо, Канада, в розпалі великомасштабна ініціатива розумної енергосистеми із розгортанням інфраструктури, сумісної зі стандартами зв'язку від Trilliant. Планувалось, що до кінця 2010 року система буде обслуговувати 1,3 млн клієнтів в провінції Онтаріо. Ініціатива отримала нагороду „Найкраща ініціатива розгортання інтелектуальних лічильників у Північній Америці“ від Utility Planning Network.[89]
- Місто Мангайм у Німеччині використовує широкосмуговий зв'язок по лініях електропередач у реальному часі у своєму проекті „MoMa“.[90]
- Аделаїда у Австралії також планує реалізувати локальну зелену розумну енергосистему при перебудові парка Тонслі.[91]
- Сідней, Австралія у партнерстві з урядом Австралії реалізував програму „Розумна енергосистема, розумне місто“.[92][93]
- InovGrid, Évora. — інноваційний проект у Еворі, Португалія, який спрямований на обладнання електричної мережі інформацією і пристроями для автоматизації керування мережею, поліпшення якості обслуговування, зниження експлуатаційних витрат, підвищення ефективності використання енергії та екологічної стійкості, а також збільшення проникнення відновлюваних джерел енергії і електричних транспортних засобів. Стане можливим керувати станом всієї мережі розподілу електроенергії в будь-який момент часу, що дозволяє постачальникам і компаніям, які надають енергетичні послуги, використовувати цю технологічну платформу, щоб запропонувати споживачам інформацію та продукти і послуги з доданою вартістю в галузі енергетики. Цей проект встановлення розумної енергосистеми ставить Португалію на передньому краї технологічних інновацій і надання послуг в Європі.[94][95]
- E-Energy. У так званих проектах E-Energy кілька німецьких компаній створювали перше ядро в шести незалежних регіонах моделі. Технологічне змагання визначило ці модельні регіони для проведення науково-дослідних і дослідно-конструкторських робіт з головною метою створення „Інтернету енергетики“.[96]
- Массачусетс. Одна з перших спроб розгортання розумної енергосистеми у США була відхилена у 2009 регуляторами енергетики у Commonwealth, Массачусетс.[97] Згідно зі статтею, опублікованою в Boston Globe, Північно-східна дочірня компанія Massachusetts Electric Co. намагалися створити програму розумної енергосистеми за допомогою державних субсидій, згідно з якою малозабезпечених споживачів будуть перемикати від післяплати до попередньої оплати рахунків (за допомогою смарт-карт), і, на додаток, вводитись спеціальні „преміум“ тарифи на електроенергію, яка використовується вище обумовленої кількості.[97] Цей план був відкинутий регуляторами, як такий, що підриває важливі засоби захисту від відключень для клієнтів з низьким рівнем доходу.[97] Відповідно до Boston Globe, план є несправедливо спрямований на клієнтів з низьким рівнем доходів і обходить закони штату Массачусетс, покликані допомогти споживачам отримати світло».[97] Представник екологічної групи підтримки планів розумної енергосистеми Massachusetts Electric Co заявив: " при правильному використанні технології розумної енергосистеми мають великий потенціал для зниження пікового попиту, що дозволило б нам закрити деякі з найстаріших, найбрудніших електростанцій… Це інструмент. "[97]
- Консорціум eEnergy Vermont[98] — ініціатива рівня штату у Вермонті, яка частково фінансується відповідно до American Recovery and Reinvestment Act, у якій електричні компанії штату повинні швидко впровадити різні технології розумних енергосистем, включно з розгортанням 90 % розвинутої вимірювальної інфраструктури і оцінкою різних структур динамічних тарифів.
- У Нідерландах був ініційований широкомасштабний проект (>5000 підключень, >20 партнерів) для демонстрації інтегрованих технологій, послуг та бізнес-кейсів розумної енергосистеми.[99]
- LIFE Factory Microgrid (LIFE13 ENV / ES / 000700) — це демонстраційний проект, частина програми LIFE+ 2013 Європейської комісії, метою якого було продемонструвати шляхом реалізації повномасштабної індустріальної розумної енергосистеми, що мікромережа може стати одним з найбільш вдалих рішень для генерації електроенергії та керування на виробництвах, які прагнуть зменшити вплив на навколишнє середовище.
- В Україні запровадженням смарт-систем одними з перших зайнялась енергорозподільна компанія Хмельницькобленерго. З 2020 року вона за ініціативи керівника Олега Козачука почала співпрацю з KT Corporation для обміну досвідом та запровадження розумних електромереж в Хмельницькій області[100].

### Реалізації стандарту OpenADR
Перелічені нижче приклади розгортання розумних енергосистем використовують стандарт OpenADR для обрізання піків навантаження та зниження попиту у періоди великого попиту.

#### КНР

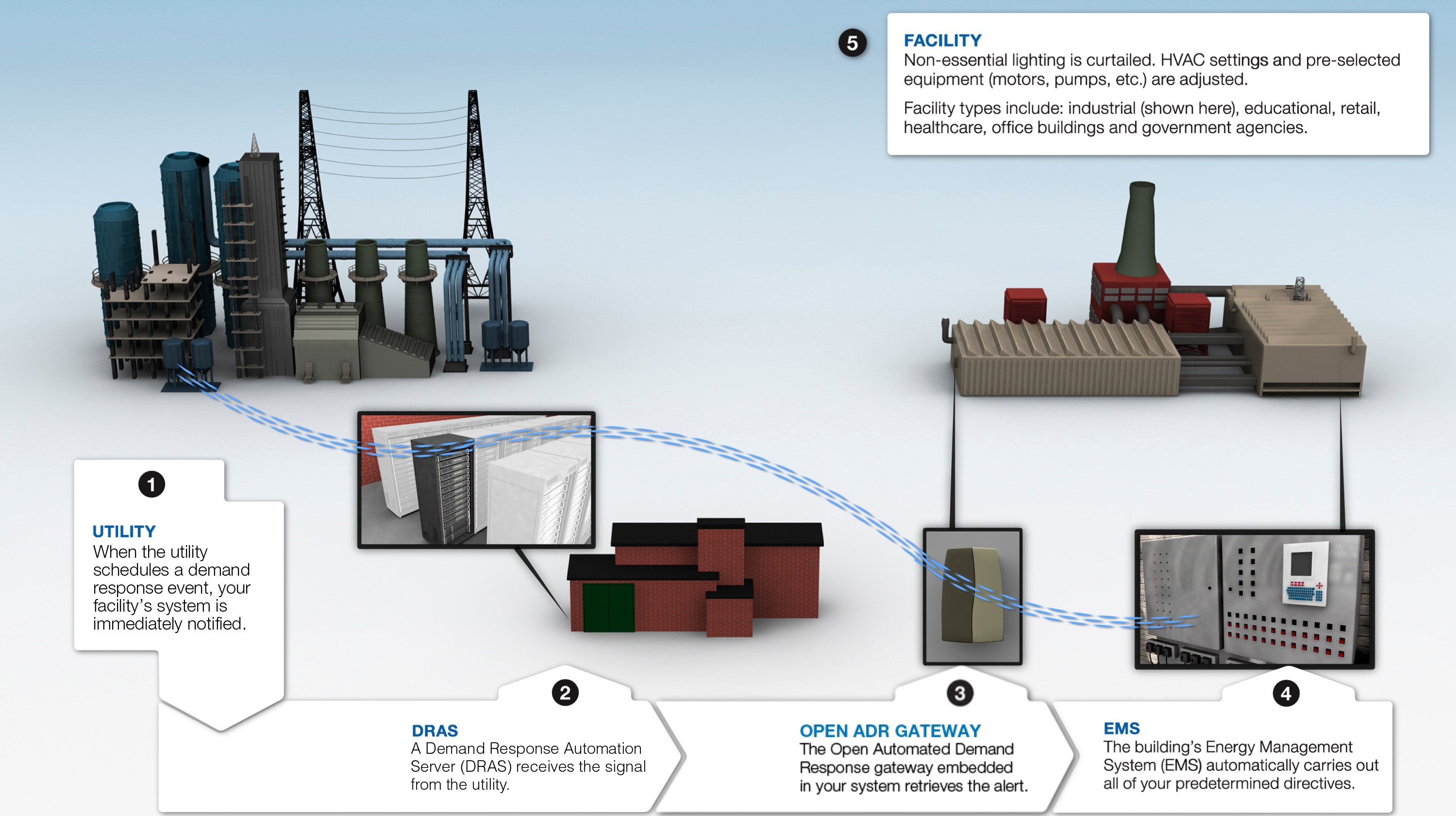
Автоматизована відповідь Honeywell на попит в електроенергії допомагає зменшити навантаження під час пікових стрибків, мінімізуючи збитки для споживачів. Програма використовується різними замовниками — від житлових до великих промислових об'єктів для попереднього визначення стратегій зменшення навантаження та надання можливості комунальному господарству збільшити втрату навантаження, зменшуючи вплив на замовника.

Ринок розумних енергосистем КНР оцінювався у 22,3 млрд $ з очікуваним зростанням до 61,4 млрд до 2015 р. Honeywell розробляє пілотний проект з відповіді на попит та вивчення придатності для Китаю спільно з Державною корпорацією мереж Китаю з використанням стандарта відповіді на попит OpenADR. Державна корпорація мереж, Академія наук Китаю та General Electric збираються спільно працювати на розробкою стандартів для розгортання китайської розумної енергосистеми.

#### Британія
Стандарт OpenADR було продемонстровано у Брекнеллі, де пікове споживання комерційних будівель було зменшене на 45 %. Як результат пілотного проекта Scottish and Southern Energy (SSE) заявила, що збирається підключити до 30 комерційних та промислових будівель у долині Темзи на заході Лондона до програми відповіді на попит.

#### США
У 2009 Департамент енергетики США надав грант у 11 мільйонів доларів компаніями Southern California Edison та Honeywell для програми відповіді на попит, яка автоматично вимикає енергію під час пікових годин для індустріальних споживачів-учасників. Департамент енергетики США надав грант у 11,4 мільйонів доларів США компанії Honeywell для реалізації програми з використанням стандарту OpenADR.
Hawaiian Electric Co. (HECO) реалізує дворічний пілотний проект для перевірки можливості програми автоматичної відповіді на попит, реагувати на змінюваність енергії вітру. Гаваї мають на меті отримувати 70 відсотків своєї енергії з поновлюваних джерел до 2030 року. HECO дасть клієнтам стимули для скорочення споживання електроенергії протягом 10 хвилин після повідомлення.

## Настанови, стандарти та групи користувачів
Частина Ініціативи IEEE щодо розумних енергосистем, IEEE 2030.2 є розширенням роботи, присвяченої системам зберігання енергії для передавальних і розподільних мереж. Група IEEE P2030 планує випустити на початку 2011 року всеосяжний набір керівних принципів для інтерфейсів розумних енергосистем. Нові керівні принципи будуть охоплювати області, в тому числі батареї і суперконденсатори, а також маховики. Група також заощадила зусилля з розробки керівних принципів для інтеграції електричних транспортних засобів у розумні енергосистеми.
IEC TC57 створила сімейство міжнародних стандартів, які можуть бути використані як частина розумної енергосистеми. Ці стандарти включають в себе стандарт IEC 61850, який визначає архітектуру для автоматизації підстанцій, а також IEC 61970/61968 — загальну інформаційна модель. Загальна інформаційна модель передбачає загальну семантику, щоб використовується для перетворення даних в інформацію.
OpenADR є стандартом зв'язку розумних енергосистем з відкритим вихідним кодом, який використовується для застосувань реагування на попит. Він, як правило, використовується для передачі інформації і сигналів, для того, щоб примусити електричні пристрої вимкнути споживання під час періодів високого споживання.
MultiSpeak створила специфікацію, яка підтримує функціональні можливості розумної енергосистеми. MultiSpeak має надійний набір визначень інтеграції, який підтримує практично всі програмні інтерфейси, необхідні для розподільчої компанії або для розподільчого підрозділу вертикально інтегрованої компанії. Інтеграція MultiSpeak визначається з використанням розширюваної мови розмітки (XML) і вебсервісів.
IEEE створив стандарт для підтримки синхронізаторів фаз — C37.118
UCA International User Group обговорює і підтримує реальний світовий досвід стандартів, які використовуються в розумних енергосистемах.
Група компаній в рамках LonMark International займається питаннями, пов'язаними з розумними енергосистемами.
Існує зростаюча тенденція до використання технології TCP/IP як загальної комунікаційної платформи для застосувань для інтелектуальних лічильників, так що комунальні підприємства можуть розгорнути кілька систем зв'язку одночасно з використанням технології IP як загальної платформи керування.
IEEE P2030 є проектом IEEE з розробки «Чернетки настанови для розумної енергосистеми з експлуатаційної сумісності енергетичних технологій та інформаційних технологій роботи з енергосистемою (EPS), і кінцевих застосувань і навантаження».
NIST включив ITU-T G.hn як один із «стандартів, визначених для реалізації для розумної енергосистеми», щодо якого, як він вважає, «існує міцний консенсус зацікавлених сторін». G.hn є стандартом для високошвидкісних комунікацій за лініями електропередач, телефонними лініями та коаксіальними кабелями.
OASIS EnergyInterop — технічний комітет OASIS розробляє стандарти XML для інтероперабельності енергетики. Його відправною точкою є стандарт California OpenADR.
Відповідно до Закону про енергетичну незалежність і безпеку 2007 року (EISA), NIST доручено здійснювати нагляд за ідентифікацію і вибором сотень стандартів, які будуть необхідні для реалізації розумних енергосистем у США. Ці стандарти будуть погоджуватись з Федеральною комісією регулювання енергетики. Ця робота почалася, і перші стандарти вже були обрані для включення в каталог NIST щодо розумних енергосистем. Тим не менш, деякі коментатори припустили, що вигоди, які можуть бути отримані в результаті стандартизації розумних енергосистем, можуть опинитися під загрозою зростального числа патентів, що покривають архітектуру і технології розумних енергосистем. Якщо патенти, які охоплюють стандартні елементи розумних енергосистем, не розкриваються, то технології не будуть широко поширені по всій мережі (будуть «замкнені»), може статися значне порушення, коли власники патентів прагнутимуть зібрати непередбачену орендну плату з великих сегментів ринку.

## Додаткова література
- David Borge-Diez, Enrique Rosales-Asensio (2023). Sustainable Energy Planning in Smart Grids. Elsevier. ISBN 9780443141546.
- Журнал Smart Grids and Sustainable Energy (Springer Nature)